# La via della gloria (romanzo)
La via della gloria  (Glory Road) è un romanzo di fantascienza dello scrittore statunitense Robert A. Heinlein.
Fu pubblicato per la prima volta a puntate sui numeri di The Magazine of Fantasy and Science Fiction di luglio, agosto e settembre del 1963 e quello stesso anno in volume rilegato, dalla Putnam's Sons.
Come altre opere, ad esempio quelle di Roger Zelazny, è difficile classificare questo romanzo sia come fantascienza che come fantasy, in qualche misura è in linea con l'osservazione di Arthur C. Clarke che "ogni tecnologia sufficientemente avanzata è indistinguibile dalla magia".
È stato tra i finalisti per il Premio Hugo per il miglior romanzo del 1964.

## Trama
Evelyn Cyril "E.C." Gordon, un eroe del football universitario e abile schermidore, è stato recentemente congedato da una guerra senza nome nel sud-est asiatico per aver ricevuto una ferita sul viso in battaglia. 
Con un nome come Evelyn Cyril ha avuto diversi soprannomi: "Easy" da E.C. e per il suo stile nella corsa, "Flash" dalla sua carriera nel football e "Scar" dopo essere stato ferito. 
Sta riflettendo su cosa fare del suo futuro e sta pensando di trascorrere un anno viaggiando per la Francia. 
Si trova di fronte a un dilemma: dare seguito a una possibile vincita alla lotteria o rispondere a un annuncio su un giornale che inizia con "Sei un codardo?". 
Lui sceglie quest'ultimo, scoprendo che è stato pubblicato da Star, una donna incredibilmente bella che ha incontrato in precedenza sull'Île du Levant. 
Star lo informa che è lui a dover intraprendere una pericolosa missione per recuperare l'Uovo della Fenice. 
Quando lei gli chiede come deve chiamarlo lui risponde  "Oh, Scar...", ma lei lo interrompe e ripete "Oscar", dandogli così il suo nuovo nome.
Insieme a Rufo, il suo assistente, che sembra un uomo sulla cinquantina, percorrono la Glory Road con stile audace e romantico, uccidendo draghi e altre creature esotiche.
Poco prima dell'ultima avventura alla ricerca dell'Uovo, Oscar e Star si sposano. 
La squadra entra quindi nella torre in cui è nascosto l'Uovo, attraversando un labirinto di illusioni e trucchi ottici. 
Oscar, che va avanti, incontra un nemico temibile che, sebbene senza nome, è chiaramente il leggendario spadaccino del XVII secolo Cyrano de Bergerac, l'ultimo guardiano dell'Uovo; dopo un lungo combattimento, il gruppo riesce a fuggire con l'Uovo. 
Quando arrivano nell'universo natale di Star e Rufo quest'ultimo informa Oscar che Star è in realtà l'imperatrice di molti mondi e la nonna di Rufo.
L'Uovo è un dispositivo cibernetico che contiene le conoscenze e le esperienze della maggior parte dei suoi predecessori. Nonostante il suo aspetto giovanile, è madre di decine di bambini (grazie alla donazione di ovuli) e si è sottoposta a speciali trattamenti medici che le hanno prolungato la vita molto più del normale. 
Lei fa in modo che Oscar riceva inconsapevolmente gli stessi trattamenti.
Inizialmente, Oscar si gode il suo nuovo prestigio e la sua vita lussuosa come marito dell'Imperatrice dei Venti Universi, tuttavia, col passare del tempo, inizia ad annoiarsi e a sentirsi fuori posto e inutile. 
Quando chiede il giudizio professionale di Star, lei gli dice che deve andarsene: nel suo mondo non c'è posto né bisogno di un eroe della sua statura; ci vorranno decenni prima che lei possa completare il trasferimento della conoscenza contenuta nell'Uovo, quindi dovrà andar via da solo.
Egli ritorna sulla Terra ma ha difficoltà a riadattarsi al suo mondo, nonostante abbia portato con sé grandi ricchezze. 
Comincia a dubitare della propria sanità mentale e persino del fatto che l'avventura sia realmente accaduta. 
La storia si conclude quando Rufo lo contatta per organizzare un altro viaggio lungo la Glory Road.

## Collegamenti con altre opere dell'autore
Star è uno dei numerosi personaggi che Heinlein fa apparire nel suo romanzo del 1985 Il gatto che attraversa i muri,
inoltre è menzionata ne Il numero della bestia.

## Critica
Samuel R. Delany ha definito il romanzo "infinitamente affascinante" e ha detto che "mantiene delicatezza, bravura e gioia".
La parte finale del romanzo è stata apprezzata perché affronta ciò che accade dopo che un tipico viaggio dell'eroe è giunto al termine. Oscar è sposato con una sovrana in una situazione che rappresenta il finale di molte storie con "e vissero tutti felici e contenti", invece il romanzo continua: non avere nulla da fare e nulla di nuovo da conquistare è di per sé una lotta per Oscar.

### Edizioni
- (EN) Robert A. Heinlein, Glory Road (prima di tre parti), in The Magazine of Fantasy & Science Fiction, luglio 1963,  pp. 5-85. URL consultato il 13 dicembre 2024. Ospitato su Internet Archive.
- (EN) Robert A. Heinlein, Glory Road (seconda di tre parti), in The Magazine of Fantasy & Science Fiction, agosto 1963,  pp. 57-109. URL consultato il 13 dicembre 2024. Ospitato su Internet Archive.
- (EN) Robert A. Heinlein, Glory Road (ultima di tre parti), in The Magazine of Fantasy & Science Fiction, settembre 1963,  pp. 17-89. URL consultato il 13 dicembre 2024. Ospitato su Internet Archive.
- Robert A. Heinlein, La via della gloria, collana Science Fiction Book Club, traduzione di Roberta Rambelli, II, n. 24, Piacenza, Casa Editrice La Tribuna, 1966.
- Robert A. Heinlein, La via della gloria, collana Biblioteca Universale Rizzoli, traduzione di Roberta Rambelli, n. 251, Rizzoli, 1978.

### Fonti critiche
- (EN) David Bradley, Superlunarian Follies (recensione de Il gatto che attraversa i muri), in The New York Times, 22 dicembre 1985. URL consultato l'11 settembre 2018.
«... ci sono scontri e festini e orge scatenate e cattivi giochi di parole e, per i lettori che Mr. Heinlein ha deliziato per decenni, apparizioni (alcune fin troppo brevi) di personaggi da narrazioni precedenti: Manuel Davis, da La Luna è una severa maestra; Star, imperatrice del Venti (ora 90) universi da La via della gloria; Jubal Harshaw, l'avvocato-medico-scrittorucolo da Straniero in terra straniera.»